# Trans-la-Forêt
Trans-la-Forêt település Franciaországban, Ille-et-Vilaine megyében. Lakosainak száma 638 fő (2022. január 1.). Trans-la-Forêt Bazouges-la-Pérouse, La Boussac, Broualan, Cuguen, Pleine-Fougères és Vieux-Viel községekkel határos.

## Népesség
A település népessége az elmúlt években az alábbi módon változott:
| Lakosok száma | 747  | 637  | 594  | 564  | 537  | 569  | 583  | 591  | 606  | 638  |
|               | 1968 | 1982 | 1990 | 2006 | 2013 | 2015 | 2017 | 2019 | 2020 | 2022 |